# José Joaquín Valenzuela Levi
José Joaquín Valenzuela Levi, también conocido como comandante Ernesto o Bernardo (Santiago, 15 de abril de 1958-Santiago, 16 de junio de 1987), fue uno de los líderes del Frente Patriótico Manuel Rodríguez; alcanzó notoriedad al comandar el atentado contra Augusto Pinochet en septiembre de 1986. Fue ejecutado por la Central Nacional de Informaciones en la denominada «Operación Albania» en junio de 1987.

## Biografía

### Primeros años y formación
Nacido en Santiago en 1958, Valenzuela Levi vivió su infancia en Estados Unidos, hasta donde se había trasladado junto a su madre, la geóloga Beatriz Levi. Allí aprendió perfectamente el inglés y de regreso a Chile estudió en el exclusivo colegio Nido de Águilas.

### Golpe militar de 1973 y formación militar
Luego del golpe militar de 1973, su familia nuevamente debió salir al extranjero. 
Su primera escala fue Alemania Oriental. Allí, a la edad de 17 años ingreso a la escuela de cuadros de Wilhelm Pieck, abierta por el gobierno alemán para la educación política  a jóvenes alemanes y principalmente extranjeros. En esa escuela fue bautizado como “Ricitos” por su pelo crespo.
En septiembre de 1977, el exdiputado comunista Gilberto Canales le propuso ingresar a la Escuela Militar de Bulgaria, en la Escuela Superior Militar Vasil Levski en la ciudad de Veliko Ternovo (hoy Universidad Militar Vasil Levski), para formarse durante cuatro años como oficial de mando de tropas generales. Valenzuela Levi aceptó y junto a otros jóvenes exiliados chilenos en Europa, se trasladó hasta la ciudad de Sofía donde estudiaron el idioma búlgaro y otras asignaturas en el Instituto para estudiantes extranjeros Gamal Abdel Nasser de Sofia (ИЧС). Posteriormente, fueron trasladados hasta la ciudad de Veliko Ternovo, en el norte de Bulgaria. Desde su llegada a Bulgaria, adoptó un nombre de guerra, como los demás de su grupo. Desde entonces y por largos años, fue llamado "Rodrigo", "Rorro" para los integrantes de su grupo.
Cuando en 1981 los “búlgaros” egresaron, el exsenador comunista Orlando Millas les pidió personalmente que se integraran al dispositivo militar del Partido Comunista en Cuba. 19 de los 30 oficiales aceptaron (uno de ellos fue designado para otras tareas del partido), entre ellos Valenzuela Levi, quien al llegar a la isla se convirtió en profesor de Táctica de tropas generales en la Escuela Militar interarmas Antonio Maceo de las FAR (Fuerzas Armadas Revolucionarias) de la República de Cuba. A pesar de ser el más joven, era el líder indiscutido de los “búlgaros”. Antiguos compañeros de armas lo describían como “el mejor oficial del grupo”.
En 1982 Valenzuela Levi y otros “búlgaros” partieron a Nicaragua como parte de los Batallones de Lucha Irregular (BLI),como oficiales adjuntos a los jefes de compañías de los BLI y en las Planas Mayores de dichos batallones, apoyando la lucha del Ejército Popular Sandinista (EPS), en la lucha contra las bandas armadas de la contra nicaragüense, fundamentalmente, venidas desde Honduras al norte de Nicaragua. Allí fue asignado adjunto a la Plana Mayor de un BLI En este país, ya divorciado de su matrimonio anterior, se casó nuevamente con quien sería su esposa hasta el final de su vida, la Antropóloga Marta González con quien tuvo una hija Silvana Valenzuela González.

### Reingreso a Chile y el atentado
En 1984 y con la nueva perspectiva del surgimiento del Frente Patriótico Manuel Rodríguez (FPMR) en Chile, decidió reingresar clandestinamente al país. Integrado de lleno al FPMR, no tardaría en consolidarse como uno de los seis máximos jefes del naciente movimiento, con el grado de “comandante”. Poniendo en práctica toda su experiencia, se dedicó a organizar escuelas de instrucción clandestinas, y se desempeñó como formador de las “Unidades Territoriales de Autodefensa” en las poblaciones populares.
Luego de una vertiginosa carrera, en mayo de 1986 el FPMR le asignó la misión más importante que hasta ese momento emprendía la organización; comandar el atentado contra Augusto Pinochet, en la llamada Operación Siglo XX. Valenzuela Levi aceptó la tarea, asumiendo el hecho de morir si fuese necesario, y debiendo transmitir a sus subordinados la misma disposición. Para la delicada misión, adoptó el nombre de “comandante Ernesto”. Hasta hoy, muchos excompañeros de armas especulan sobre su responsabilidad en los errores que llevaron al fracaso de la operación, llevada a cabo el 7 de septiembre de 1986. 
Un año después del atentado, el PC decidió “intervenir” al FPMR, reemplazando a la mitad de sus “comandantes” -entre los que se encontraba Valenzuela Levi- por hombres de su confianza. Pero “Ernesto” no alcanzó a palpar el quiebre.

### Muerte
La madrugada del 16 de junio de 1987, José Joaquín Valenzuela Levi fue acribillado junto a otros seis rodriguistas en un operativo de la Central Nacional de Informaciones (CNI) que sería conocido como la Operación Albania. En la investigación judicial por estos hechos se concluyó que Valenzuela Levi, había sido detectado desde hacía varios días por funcionarios de la CNI, quienes lo conocían bajo el apodo de “Rapa Nui” pues habían ubicado su domicilio en una calle con ese nombre.
El día de su muerte, el “comandante Ernesto” fue detenido alrededor de las 16 horas cuando abandonaba una casa de seguridad en el paradero 21 de Vicuña Mackenna, desde donde había salido en compañía de Ricardo Rivera Silva, quien también fue detenido. Valenzuela y su compañero solo levantaron sus manos y no opusieron resistencia al arresto. Posteriormente fueron trasladados al cuartel Borgoño, donde ya había otros 5 frentistas. A las 5 de la madrugada del día 16 de junio todos fueron conducidos a una casa abandonada de calle Pedro Donoso, en Recoleta, donde fueron ejecutados.

## Vida familiar
En Cuba, contrajo matrimonio con la médico militar chilena Avelina Cisternas, con quien tuvo un hijo, Lautaro Valenzuela.